# Nackhälleskölden

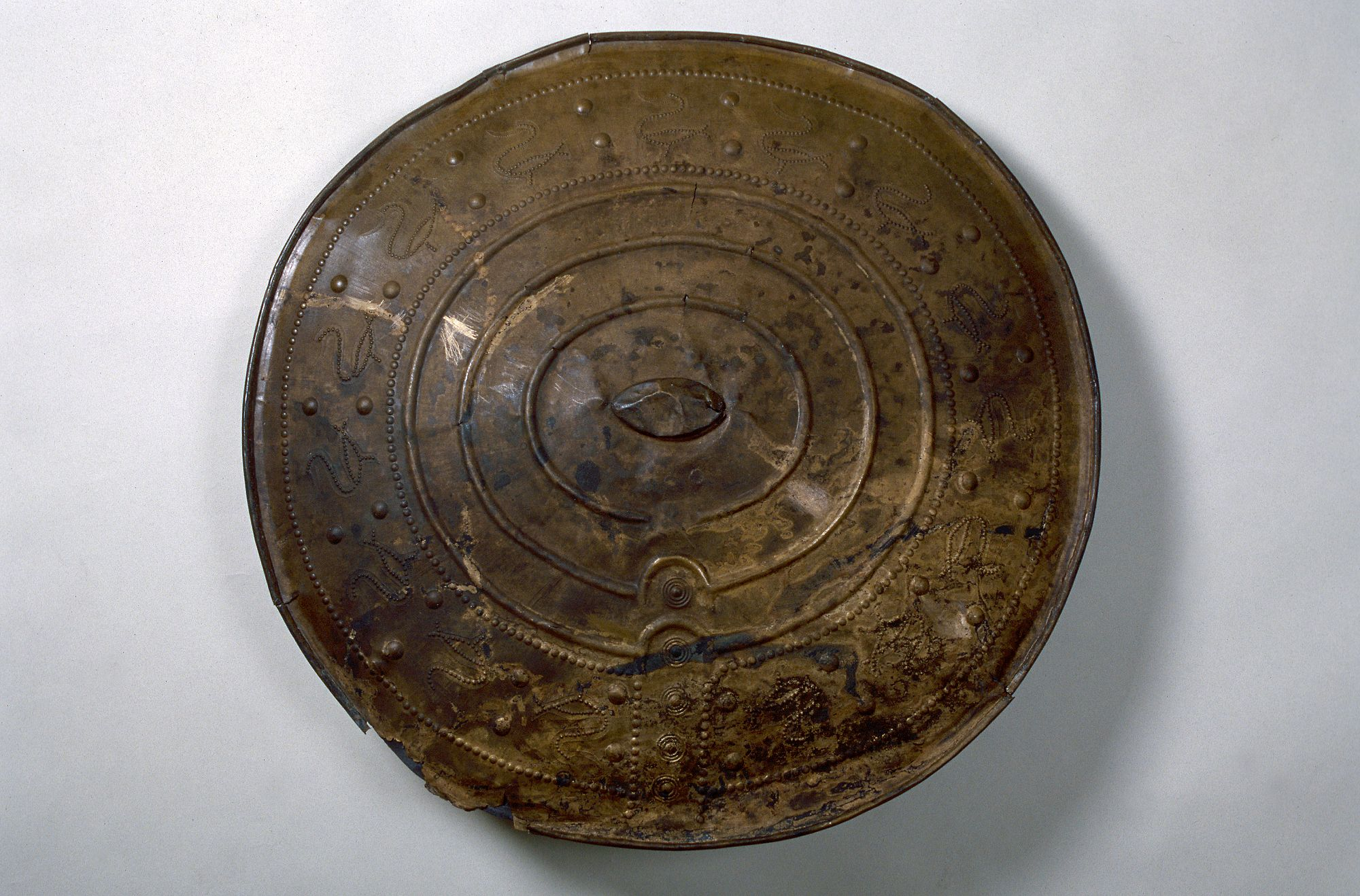
Nackhälleskölden

Nackhälleskölden är en sköld från bronsåldern som hittades i Nackhälle i Spannarps socken utanför Varberg, Halland. 
Den är daterad till bronsålder period IV. Detta motsvarar 1100 - 900 f.Kr. 
Skölden hittades år 1865 vid torvupptagning av Johannes Larsson. När en träpåle skulle tas bort, på nära 6 fots djup, hittades skölden i ett lerlager. Skölden löstes in till Historiska museet i Stockholm för 100 riksdaler riksmynt. I dagens penningvärde motsvarar det ungefär 6630 kr.
Skölden är ungefär 70 cm i diameter. Den är dekorerad med olika mönster, bland annat uppdrivna sirater, varibland en krets av 15 svanar kan ses. På undersidan finns ett fastnitat handtag där endast två fingrar får plats.
Det är inte känt vad skölden haft för användningsområde. Kanske har den offrats i en ceremoni till gudarna. Kanske har den använts i strid, förstärkt med trä på baksidan. Skölden bär många likheter med Fröslundasköldarna.